# Rakowo (Krzęcin)
Koordinaten: 53° 6′ 7,92″ N, 15° 33′ 11,88″ O
Rakowo (deutsch Raakow) ist ein Dorf in der Landgemeinde Krzęcin (Kranzin) im Powiat Choszczeński (Arnswalder Kreis) in der polnischen Woiwodschaft Westpommern.

## Geographische Lage
Das Dorf liegt in der Neumark, etwa vier Kilometer nordöstlich  des Dorfs Krzęcin (Kranzin), 12 Kilometer südöstlich von Choszczno (Arnswalde) und 72 Kilometer südöstlich von Stettin (Szczecin).
Sein deutscher Ortsname (Raakow)  sollte nicht verwechselt werden mit dem gleichlautenden Namen der ebenfalls in der Neumark liegenden,  jedoch zur  Stadt Drebkau  gehörenden Ortschaft Raakow (niedersorbisch Rakow) mit Schloss Raakow im Landkreis Spree-Neiße.

## Geschichte
Raakow soll identisch sein mit dem in einer Urkunde von 1336 genannten Ort Ratikow. Es war  ursprünglich ein Rittergut gewesen und hatte zu den Ländereien der Familie  von Wedel gehört. 1354, als ein Teil des Dorfs zum Kloster Marienwalde  kam, wurde es Rackow genannt.  Das Rittergut hatte sich  lange Zeit im Besitz des Adelsgeschlechts von der Goltz befunden. Im Jahr 1789 wurde es durch die Uradelsfamilie von Delitz, vertreten durch Berend Ludwig von Delitz aufgekauft. 1823 bestand das Dorf aus zwei Teilen, dem zum Amt Marienwalde gehörigen Anteil und dem zum Rittergut gehörigen Anteil. Die Kirche war eine Filiale von Kürtow. Raakow`s zweiter Teil blieb das Rittergut. Dieses Rittergut gehörte weiterhin einigen Generationen der von Delitz, 1856 dem Leutnant Gustav von Delitz. Das Gut hatte nach dem 1879 erstmals amtlich publizierten General-Adressbuch der Rittergutsbesitzer der Provinz Brandenburg einen Umfang von 491 ha. Davon waren 47 ha Wasser sowie 34 ha Waldbesitz. Besitzer war ein Major von Delitz. Der Offizier wird 1882 weiterhin als Gutsbesitzer im Kreis Arnswalde geführt. Später ging das Gut in das Eigentum der briefadeligen Familie von Schuckmann über. Der Besitzeswechsel war um 1894. Ernst Wichard von Schuckmann (1863–1926) war dann kurz lange im Besitz auf Raakow, zudem Rechtsritter des Johanniterordens. Der Gutsbesitzer und Ritterschaftsrat a. D. war auch zeitweise Vorsitzender des v. Schuck`mannschen Familien-Verbandes. Er adoptierte dann kurz vor seinem Tod einen entfernten Neffen, Gerhard von Schuckmann-Kargow-Alt-Altmannsdorf, verheiratet mit Ursula Freiin von Salza und Lichtenau, sie hatten drei Kinder, Siegfried, Gabriele und die 1940 in Raakow geborene Ursula.
Vor dem Ende des Zweiten Weltkriegs gehörte die Gemeinde Raakow zum Landkreis Arnswalde, der 1938 von der Provinz Brandenburg in die Provinz Pommern umgegliedert worden war. Die Region wurde 1945 unter polnische Verwaltung gestellt.

### Einwohnerzahlen
- 1823: 244, davon 146 auf dem Rittergut[5]
- 1863: 344[15]
- 2007: 292